# 孟泰
孟泰（1898年—1967年），河北丰润县人。中國鋼鐵工人。
早年在昭和制铁所当徒工。后担任鞍山钢铁配管组长、技术员、副技师、炼铁厂副厂长。是中国工会第七、第八次全国代表大会执行委员。1954年，当选第一届全国人民代表大会代表。